# Spotted Tail
Spotted Tail foi um jogador de lacrosse canadense. Ele era membro da Mohawk Indians Lacrosse Team na qual conquistou a medalha de bronze nos Jogos Olímpicos de Verão de 1904 em Saint Louis.